# Nobody Love
Nobody Love è un singolo della cantante statunitense Tori Kelly, pubblicato nel 2015 ed estratto dal suo primo album Unbreakable Smile.

## Tracce
- Download digitale

1. Nobody Love – 3:23